# Gigantosaurus megalonyx
Gigantosaurus megalonyx es la única especie conocida del género extinto Gigantosaurus (del griego "Γίγας" y "σαυρος", que significa "lagarto gigante") de dinosaurio saurisquio saurópodo que vivió a finales del período Jurásico, hace aproximadamente 155 millones de años, durante el Kimmeridgiense, en lo que es hoy Europa. Hallado en la Formación Kimmeridge Clay de Inglaterra. La especie tipo, Gigantosaurus megalonyx, fue nombrada y descrita por Harry Govier Seeley en 1869. Su serie de sintipo series consiste en varios huesos de saurópodo encontrados por separado en Cambridgeshire, incluyendo dos vértebras caudales (CAMSM J.29477 y CAMSM J.29478), el extremo distal de una tibia (CAMSM J.29483), un molde del radio derecho (CAMSM J.29482), un molde de una falange (CAMSM J.29479) y un osteodermo (CAMSM J.29481). Este fue sinonimizado con Ornithopsis humerocristatus por Richard Lydekker en 1888 y con Pelorosaurus por Friedrich von Huene en 1909. Hoy en día se lo considera como un nomen dubium. 
Debido a estas referencias Eberhard Fraas asumió incorrectamente en 1908 que el nombre estaba disponible para otras especies a pesar de haber sido empleado con anterioridad, y él le dio uso para una serie de fósiles africanos que no están relacionados en absoluto con los hallazgos británicos. Como resultado, el nombre Gigantosaurus terminó siendo parte de la convulsa historia taxonómica de los dinosaurios africanos Barosaurus, Tornieria y Janenschia. Una discusión sobre este tema puede encontrarse en el artículo principal de Tornieria.